# Пудловцы
Пудловцы (укр. Пудлівці) — село в Каменец-Подольском районе Хмельницкой области Украины.
Население по переписи 2001 года составляло 785 человек. Почтовый индекс — 32342. Телефонный код — 3849. Занимает площадь 1,519 км².

## Местный совет
32340, Хмельницкая обл., Каменец-Подольский р-н, с. Голосков, ул. Коцюбинского, 8